# Скиви (Виченца)
Скиви је насеље у Италији у округу Виченца, региону Венето.
Према процени из 2011. у насељу је живело 43 становника. Насеље се налази на надморској висини од 1043 м.